# Lisa疯马秀
Lisa疯马秀（英語：Lisa's Crazy Horse show），泰国女歌手、韩国女团BLACKPINK成员Lisa于2023年9月底参加法国巴黎疯马夜总会“疯马秀”歌舞表演，并引发尤其是中韩两国互联网的争议与讨论。

## 背景
Lisa是泰国籍歌手，韩国YG娱乐旗下女子音乐组合BLACKPINK成员，在队内担任主舞、领饶舌及副唱，“疯马秀”演出前剛剛結束為期一年的「Born Pink」巡迴演唱會。2023年巴黎时装周期间，Lisa受邀到巴黎疯马夜总会出演“疯马秀”。疯马秀导演在接受《Elle》杂志采访时称，Lisa是疯马秀的粉丝，曾多次观看疯马秀表演，且经常到后台与舞者见面，因此向她发出了表演邀请。
“疯马秀”，又译作“瘋馬騷”，由法國前衛藝術家阿兰·贝尔纳丁于1951年创立，与红磨坊及丽都的歌舞秀并称巴黎夜总会三大歌舞秀。疯马秀以獨特方式将裸體女舞者、光影效果和原創舞蹈結合在一起，呈现出兼具性感和藝術感的表演。除女性表演者體態展現外，前衛創作和創意也被视为疯马秀的核心。疯马秀对疯马女郎的挑选非常严格，不仅限定身高、腿长与身长的比例，两胸间距离、肚脐与耻骨距离等都用公分来计算。

## 表演
2023年9月7日，Lisa宣布将作为客串明星在疯马夜总会出演“疯马秀”表演。巴黎时间2023年9月28日至30日，Lisa在疯马夜总会进行5场“疯马秀”表演，成为首位登上“疯马秀”的亚洲明星。
在整场演出中，丽莎与其他舞者们以团体形式出现，也表演有一些独舞，出演剧目包括疯马夜总会的经典作品《但我是个好女孩》（But I am a Good Girl）和《危机？什么危机！？！》（Crisis? What Crisis !?!）。
在《但我是个好女孩》的表演中，身着皮夾克、緊身褲及銀色比基尼的Lisa在珠簾間穿梭，風格精靈可愛。《危机？什么危机！？！》则以华尔街股市為主題，身着黑色短裙，戴着黑框眼鏡的Lisa以上班族造型現身，將桌上文件推后开始熱舞。
9月28日晚，Lisa的女团队友Jisoo和Rosé均到场观看。Lisa的五场疯马秀演出中有三场仅针对法国奢侈品巨头酩悦·轩尼诗-路易·威登集团（LVMH）的高级VIP会员开放，LVMH总裁兼CEO贝尔纳·阿尔诺的第三个儿子弗雷德里克·阿尔诺曾連續兩場帶家人一起到场观看。女团队友Jennie则于9月30日到场观看最后一场。美国艺人凱婭·格伯、奥斯汀·巴特勒，西班牙歌手罗莎莉亚、中国演员张嘉倪等也曾到场观看。
10月5日，Lisa在其Instagram上分享了自己在疯马秀的一些照片，称赞在疯马秀的演出是一次非常棒的经历，对发生的一切表示感谢，并称有空缺时可以随时联系她。巴黎疯马公司也曾发布了一些Lisa演出的官方照片。

## 评论
Lisa宣布将出演“疯马秀”后，在尤其是中韩两国的互联网引发争议与讨论，话题涉及女性主义、男性凝视、亚裔的处境与地位、女性自由、资本的力量、性别歧视、物化女性、剥削女性、女性表达自由和性商业化等。
在Lisa宣布即将出演疯马秀后，便引起部分粉絲激烈反彈，多個粉絲站宣布關閉。也有粉丝對於Lisa在瘋馬秀的表演尺度表示擔心，很多韩国网民对Lisa的这个决定表示失望。有反對者认为瘋馬秀本来是為富人而生的高級脫衣秀，是媚男、物化女性的表演，無法接受頂流偶像變脫衣舞孃，认为Lisa过于討好歐美市場。
也有網友表示非常支持Lisa的決定，認為瘋馬秀已被视为藝術秀，支持偶像做自己，支持Lisa勇于尝试改变自己的形象。面對粉絲的不滿，瘋馬秀一方作出回應称Lisa不會有裸露造型，邀請Lisa是希望能夠擴大年輕的客群，并称瘋馬秀已是驕傲、自由女性的一種象徵。吴丹在《第一财经网》刊文称Lisa走上“疯马秀”舞台，就卸下了“人间芭比”的面具，表明她不再是任人摆布的精致芭比，而是有自己选择权的女性；Lisa登台“疯马秀”是奢侈品牌、“疯马秀”与Lisa之间的商业共赢。

## 影响
Lisa母亲七提披（Chithhip Bruschweiler）因Instagram帐户分享女儿疯马秀照片，被网民批评洗版，而后将账户清空关闭。2023年11月1日，Lisa及其后援会微博账号据信因疯马秀被封，显示“该账号因被投诉违反法律法规和《微博社区公约》的相关规定，现已无法查看”。由她擔任代言人的CELINE、寶格麗微博撤下她的照片。寶格麗總裁吉恩·克里斯托夫巴賓（Jean-Christophe Babin）也在個人Instagram刪除了Lisa的限時動態精選。
中国女星Angelababy（杨颖）与张嘉倪据信到场观看疯马秀演出，在中国大陆网络引发争议。有网民指出两人观赏疯马秀的行为违反《演出行业演艺人员从业自律管理办法》中有关“不得参与涉及淫秽、色情的活动”的條例，要求官方封杀二人。10月5日，疯马秀在官方Instagram限时动态发文，称Angelababy从未观看疯马秀演出，但并未平息事态。受网络争议影响，Angelababy缺席2023年《奔跑吧》特别季的录制，《听说很好吃3》出场片段遭剪辑删除。张嘉倪被《好事成双》剧组从宣传海报中移除。2023年11月1日，张嘉倪和Angelababy的微博賬號因相关争议影响被平臺方面禁言，抖音账号因“违反社区规定”被禁止关注。2024年1月30日，Angelababy的所有平台账号全部解除禁言。2024年6月，《奔跑吧》衍生节目的「回顧片段」播出时將Angelababy「打碼」处理。